# حسن الموسوی
حسن الموسوی (انگلیسی: Hassan Al Mosawi؛ زادهٔ ۲۶ سپتامبر ۱۹۸۴) بازیکن فوتبال اهل بحرین است.
از باشگاه‌هایی که در آن بازی کرده است می‌توان به باشگاه فوتبال منامه اشاره کرد.